# Tretja slovenska nogometna liga 1995-1996
La Tretja slovenska nogometna liga 1995-1996 (in lingua italiana: Terzo campionato calcistico sloveno 1995-1996), abbreviata in 3. SNL 1995-1996, fu la quarta edizione della terza serie del campionato di calcio sloveno.

## Avvenimenti
Fu il primo torneo della terza serie slovena in cui la vittoria comportava l'assegnazione di tre punti in classifica.
Lo Slovan Lubiana si fuse con lo Slavija Vevče a fine stagione.

## Girone Ovest
|  | Pos. | Squadra               | Pt | G  | V  | N  | P  | GF | GS | DR  |
|  | ---- | --------------------- | -- | -- | -- | -- | -- | -- | -- | --- |
|  | 1.   | Renče                 | 57 | 26 | 16 | 9  | 1  | 48 | 14 | +34 |
|  | 2.   | Jadran Hrpelje-Kozina | 53 | 26 | 14 | 11 | 1  | 38 | 16 | +22 |
|  | 3.   | Triglav               | 42 | 26 | 12 | 6  | 8  | 46 | 32 | +14 |
|  | 4.   | Kolpa                 | 41 | 26 | 12 | 5  | 9  | 51 | 36 | +15 |
|  | 5.   | Elan                  | 39 | 26 | 11 | 6  | 9  | 34 | 34 | 0   |
|  | 6.   | Bilje                 | 37 | 26 | 10 | 7  | 9  | 45 | 33 | +12 |
|  | 7.   | Slovan Lubiana        | 36 | 26 | 9  | 9  | 8  | 35 | 29 | +6  |
|  | 8.   | Tabor Sežana          | 33 | 26 | 8  | 9  | 9  | 43 | 40 | +3  |
|  | 9.   | Brda                  | 31 | 26 | 8  | 7  | 11 | 22 | 48 | −26 |
|  | 10.  | Ilirska Bistrica      | 30 | 26 | 7  | 9  | 10 | 36 | 38 | −2  |
|  | 11.  | Litija                | 29 | 26 | 8  | 5  | 13 | 25 | 35 | −10 |
|  | 12.  | Branik Šmarje         | 26 | 26 | 7  | 5  | 14 | 35 | 45 | −10 |
|  | 13.  | Arne Tabor 69         | 23 | 26 | 6  | 5  | 15 | 29 | 50 | −21 |
|  | 14.  | Visoko                | 18 | 26 | 3  | 9  | 14 | 19 | 56 | −37 |

Legenda:
      Promosso in 2. SNL 1996-1997.
  Ammesso allo spareggio.
      Retrocesso nel Campionato inter−comunale.
      Escluso dal campionato.
Regolamento:
Tre punti a vittoria, uno a pareggio, zero a sconfitta.

## Girone Est
|  | Pos. | Squadra         | Pt | G  | V  | N | P  | GF | GS | DR  |
|  | ---- | --------------- | -- | -- | -- | - | -- | -- | -- | --- |
|  | 1.   | Dravograd       | 57 | 26 | 18 | 3 | 5  | 55 | 24 | +31 |
|  | 2.   | Pohorje         | 56 | 26 | 18 | 2 | 6  | 69 | 31 | +38 |
|  | 3.   | Bakovci         | 54 | 26 | 17 | 3 | 6  | 45 | 22 | +23 |
|  | 4.   | Aluminij        | 37 | 26 | 10 | 7 | 9  | 41 | 36 | +5  |
|  | 5.   | Turnišče        | 37 | 26 | 11 | 4 | 11 | 38 | 49 | −11 |
|  | 6.   | Kovinar Maribor | 35 | 26 | 9  | 8 | 9  | 36 | 32 | +4  |
|  | 7.   | Steklar         | 35 | 26 | 10 | 5 | 11 | 31 | 31 | 0   |
|  | 8.   | Zreče           | 34 | 26 | 10 | 4 | 12 | 18 | 32 | −14 |
|  | 9.   | Odranci         | 33 | 26 | 10 | 3 | 13 | 35 | 43 | −8  |
|  | 10.  | Dravinja        | 33 | 26 | 9  | 6 | 11 | 33 | 41 | −8  |
|  | 11.  | Kungota         | 30 | 26 | 8  | 6 | 12 | 32 | 40 | −8  |
|  | 12.  | Paloma          | 26 | 26 | 7  | 5 | 14 | 26 | 46 | −20 |
|  | 13.  | Veržej          | 25 | 26 | 7  | 4 | 15 | 31 | 40 | −9  |
|  | 14.  | Bistrica        | 22 | 26 | 6  | 4 | 16 | 38 | 61 | −23 |

Legenda:
      Promosso in 2. SNL 1996-1997.
  Ammesso allo spareggio.
      Retrocesso nel Campionato inter−comunale.
      Escluso dal campionato.
Regolamento:
Tre punti a vittoria, uno a pareggio, zero a sconfitta.

## Spareggio
| Squadra 1             | Totale | Squadra 2 | Andata | Ritorno |
| --------------------- | ------ | --------- | ------ | ------- |
| Jadran Hrpelje-Kozina | 5 – 3  | Pohorje   | 2 – 1  | 3 – 2   |